# Wainwright Building

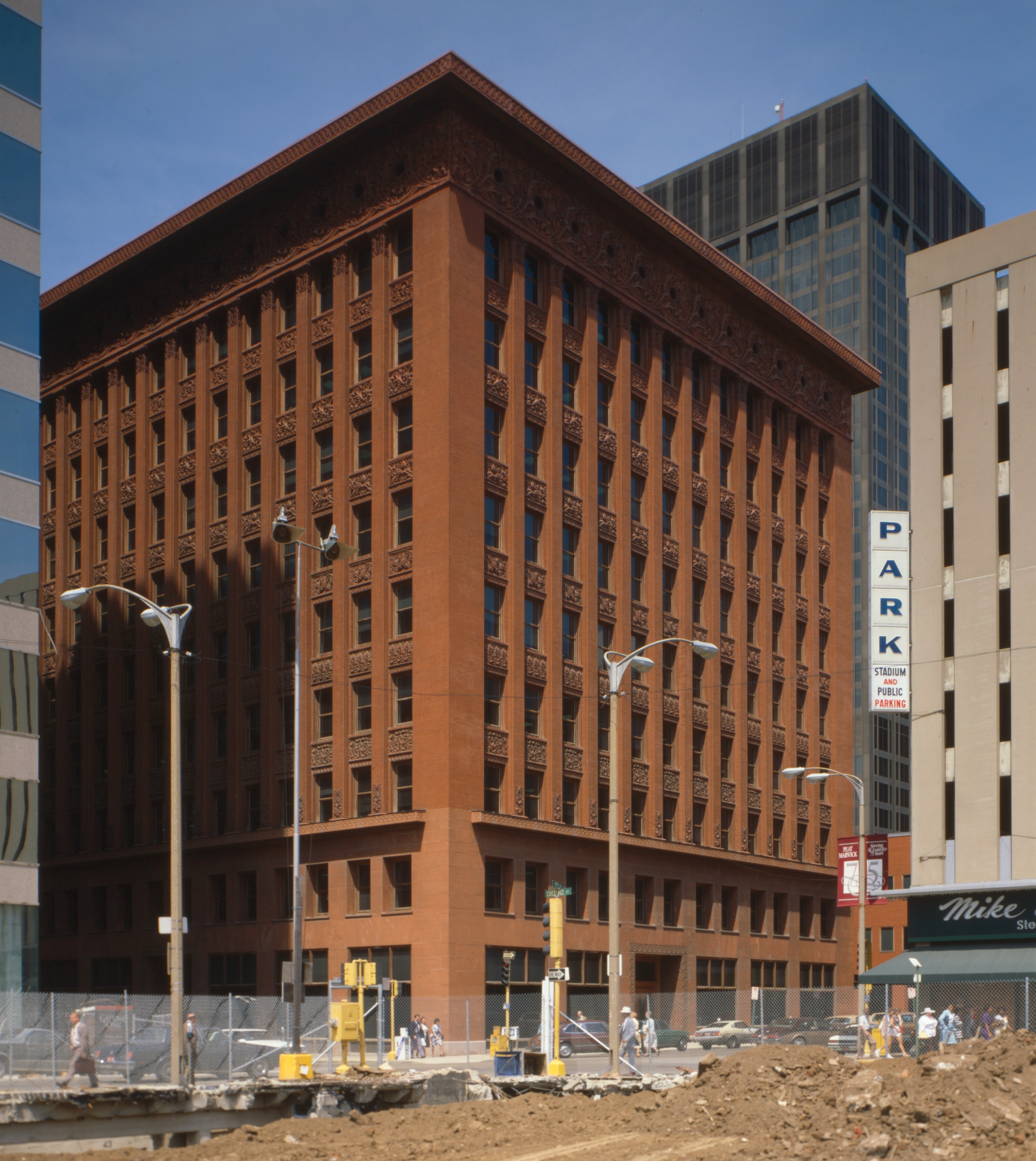
Wainwright Building i St. Louis.

Wainwright Building är en 41 meter och tio våningar hög höghus i St. Louis, Missouri, USA. Wainwright Building byggdes 1891 efter ritningar av arkitekten Louis Sullivan och ingenjör Dankmar Adler och betraktas som en av världens första skyskrapor.

## Arkitektur
Trots Wainwright Buildings låga höjd försöker Sullivan betona dess höjd genom lodräta pilastrar på fasaden och genom att sätta dekorativa paneler över de vågräta stålbalkarna. Man kan dela in byggnaden i tre delar: ett horisontellt band som skiljer butikerna och entrén på de två första våningarna, kontorsvåningarna med pilastrarna och panelerna och kornischen vid taket där den tekniska utrustningen finns.